# Simon Höller
Simon Höller (* 1601 in Straubing; † 4. März 1675 ebenda) war ein deutscher Apotheker und Bürgermeister von Straubing.

## Leben

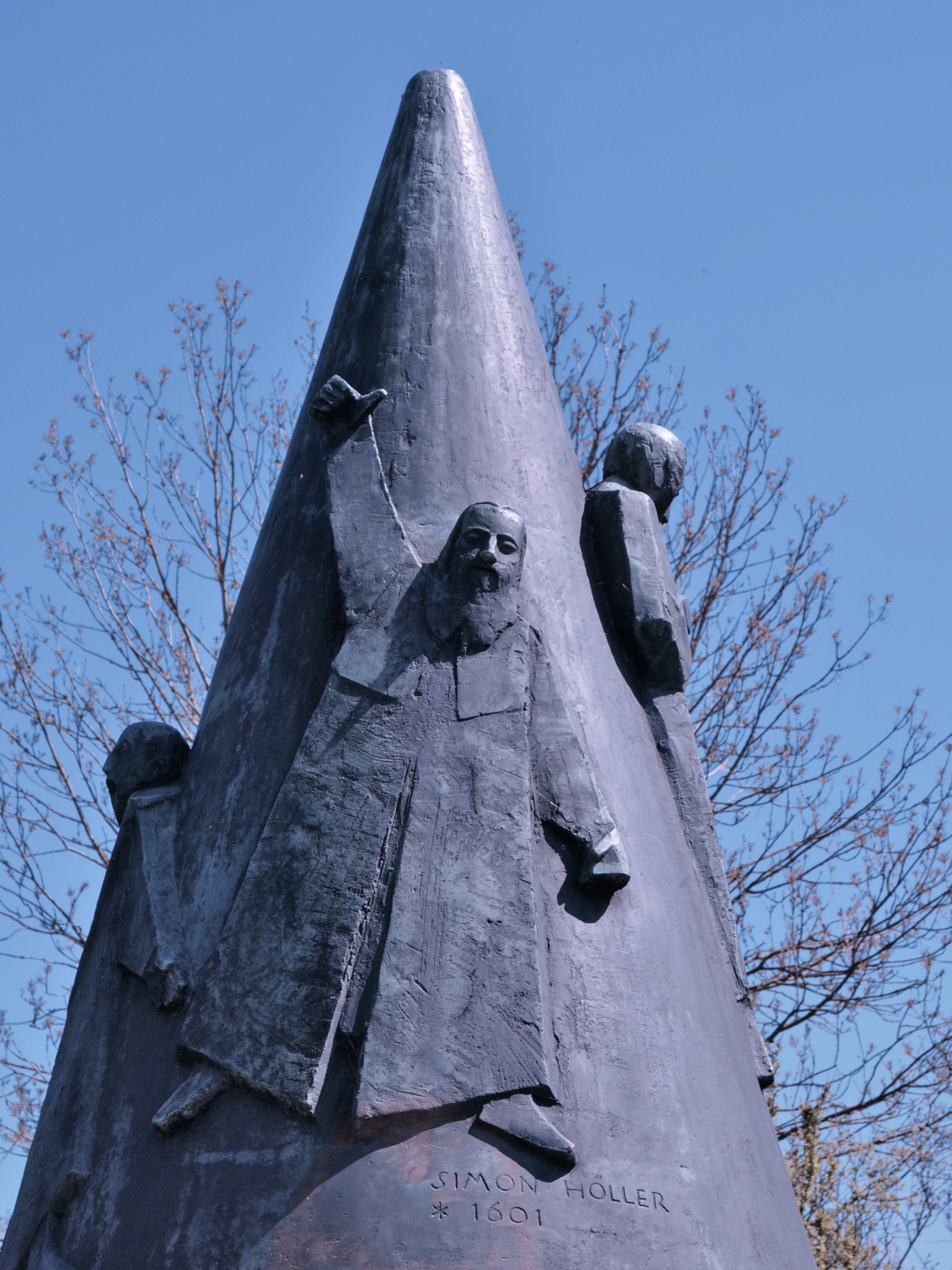
Darstellung des Simon Höller auf dem Geschichtskegel von Rolf Nida-Rümelin

Simon Höller war der zweite Sohn des gleichnamigen Apothekers († 1625) aus Straubing und seiner Frau Maria Simmerlin. Seine Taufe war am 16. Juli 1601. Die Apotheke des Vaters, der aus Wendelstein bei Nürnberg nach Straubing kam, war im Gebäude der heutigen Einhorn-Apotheke am Theresienplatz 8. Sein älterer Bruder Thomas (* 1596) wurde bei seinem Vater Apotheker. Er starb im Pestjahr 1634. Simon Höller (der jüngere) war ab spätestens 1634 der Apotheker, kaufte 1635 das Apothekengebäude für 1340 Gulden und führte die Apotheke bis 1645, als er sie an seinen jüngeren Bruder Georg übergab. 1649 fiel die Apotheke wieder an Simon Höller, da sein Bruder starb. 1665 übergab Simon die Apotheke samt Haus und Zugehörung für 8000 Gulden an seinen Sohn Philipp Jakob, der sie aber schon 1669 verkaufte.
Im Schwedenkrieg von 1633 war Simon Höller der Anführer der Bürgermilitärs und soll 34 Feinde erschossen haben. Am 14. September 1641 wurde er wegen seiner Verdienste um die Verteidigung der Stadt von Kaiser Ferdinand III. in den Reichsadelsstand erhoben.
Seit 1651 war Höller Bürgermeister von Straubing.
Mit Erlass vom 10. Februar 1667 wurde Simon Höller vom Kurfürsten Ferdinand Maria ins Patriziat erhoben.
In der Zeit von 1645 bis 1669 war Simon Höller der Herr der Hofmarken in Aiterhofen und Metting, die er aus dem Nachlass des Christoph von Lerchenfeld gekauft hatte. 1669 verkaufte er diese Hofmarken an Maximilian Ferdinand von Toerring-Seefeld. Zuletzt war er Herr von Schloss und Hofmark Herrnfehlburg, die er vom Straubinger Vizedom, Johann Wigeläus Freiherrn von Paumgarten, gekauft hatte.

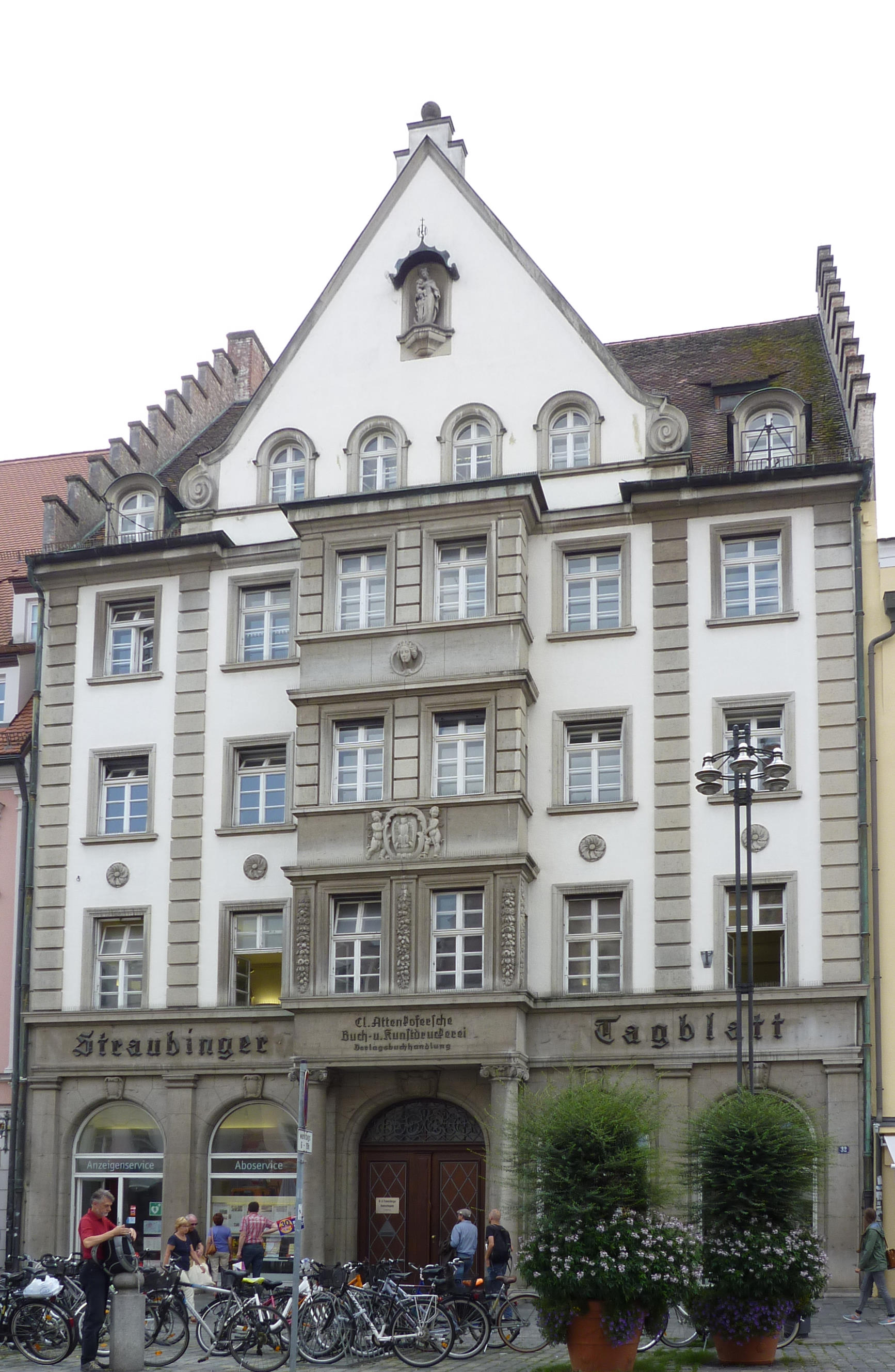
In diesem Gebäude befindet sich die 1645 erbaute Hauskapelle der Höllers

## Nachkommen
In erster Ehe heiratete Simon Höller am 12. April 1634 die Witwe Rosina Miedanin († 9. Mai 1662). Sie hatten folgende Kinder:
- Franz (1635–1657)
- Simon (1637–1638)
- Philipp Jakob (1640–1671)
- Maria Anna (1642–1644)
- Simon (1643–1665)

In zweiter Ehe heiratete Höller am 4. November 1670 in seiner Hauskapelle in Straubing Maria Elisabeth Niedermayer. Diese Ehe blieb kinderlos.
Höller adoptierte zwei Söhne, Franciscus und Johann Bartholomäus, die beide Geistliche wurden.

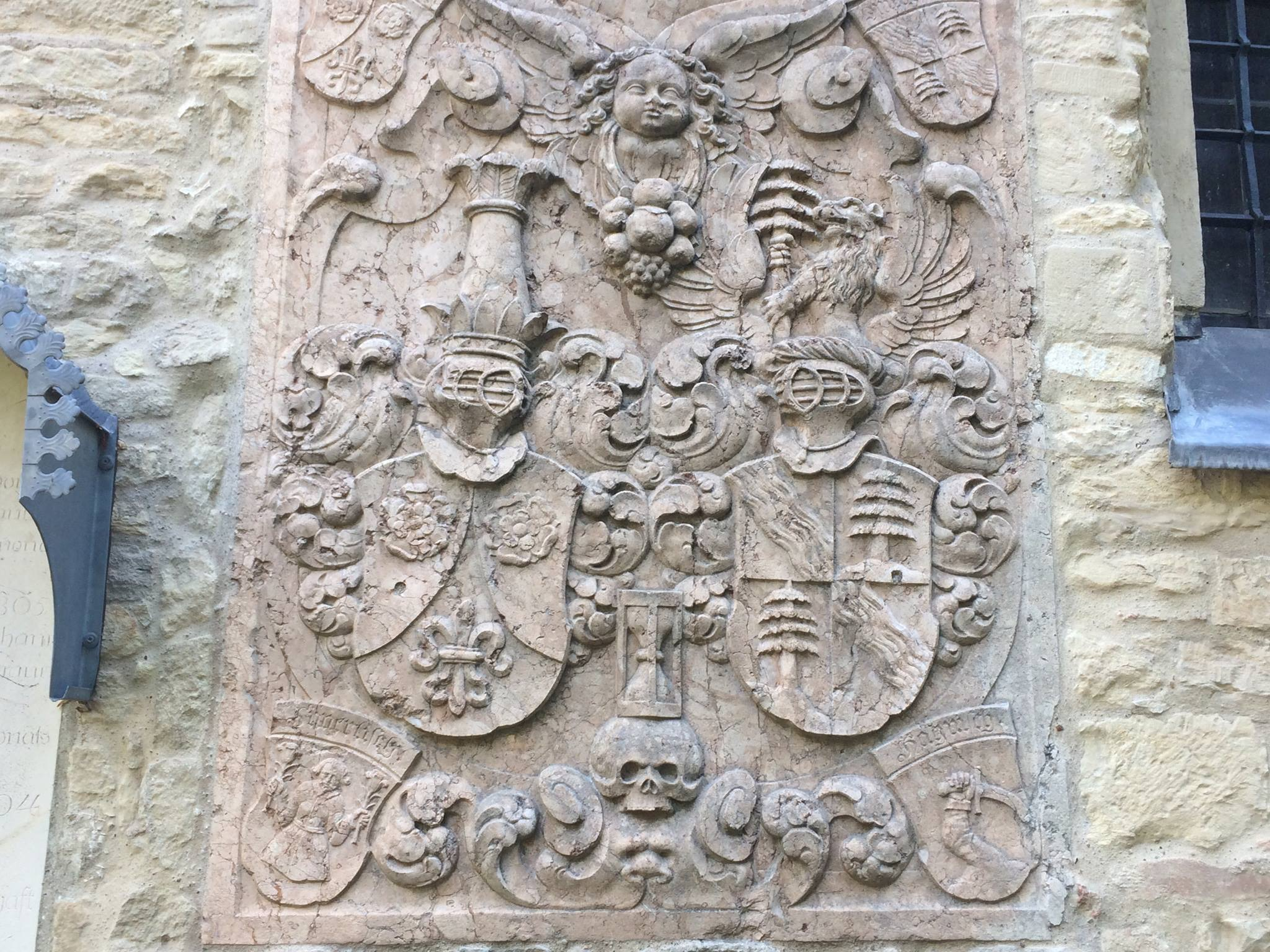
Epitaph des Simon von Höller und der Rosina von Miedan

## Hauskapelle
1643 erwarb er das Lerchenfelder-Anwesen am Ludwigsplatz und ließ sich 1645 eine barocke Hauskapelle errichten. Den Altar der heute unter Denkmalschutz stehenden Kapelle schmückt ein von Cosmas Damian Asam erstelltes Bild der Katharina von Alexandrien, einer der Vierzehn Nothelferinnen. Beim Neubau des heutigen Verlagsgebäudes des Straubinger Tagblatts an gleicher Stelle (Ludwigsplatz 32) wurde die Kapelle erhalten und in den Neubau mit einbezogen.

## Simon-Höller-Straße
Die vom Stadtturm aus gesehen nördlich verlaufende Seitenstraße beim Rathaus, die im Bereich des denkmalgeschützten Gebäudeensembles des historischen Stadtkerns von Straubing liegt, wurde 1827 nach ihm benannt.